# Вітмор-Вілледж (Гаваї)
Вітмор-Вілледж (англ. Whitmore Village) — переписна місцевість (CDP) в США, в окрузі Гонолулу штату Гаваї. Населення — 4887 осіб (2020).

## Географія
Вітмор-Вілледж розташований за координатами 21°30′44″ пн. ш. 158°2′2″ зх. д. / 21.51222° пн. ш. 158.03389° зх. д. (21.512283, -158.033915).  За даними Бюро перепису населення США в 2010 році переписна місцевість мала площу 2,38 км², з яких 2,36 км² — суходіл та 0,02 км² — водойми.

## Демографія
Згідно з переписом 2010 року, у переписній місцевості мешкало 4499 осіб у 1006 домогосподарствах у складі 888 родин. Густота населення становила 1893 особи/км².  Було 1045 помешкань (440/км²).
Расовий склад населення:
| - 64,4 % — азіатів - 5,8 % — вихідців з тихоокеанських островів - 4,5 % — білих - 0,8 % — чорних або афроамериканців - 0,1 % — корінних американців - 1,3 % — осіб інших рас |

До двох чи більше рас належало 23,1 %. Частка іспаномовних становила 8,4 % від усіх жителів.
За віковим діапазоном населення розподілялося таким чином: 25,1 % — особи молодші 18 років, 62,2 % — особи у віці 18—64 років, 12,7 % — особи у віці 65 років та старші. Медіана віку мешканця становила 34,8 року. На 100 осіб жіночої статі у переписній місцевості припадало 94,6 чоловіків;  на 100 жінок у віці від 18 років та старших — 95,6 чоловіків також старших 18 років.
Середній дохід на одне домашнє господарство  становив 83 593 долари США (медіана — 70 644), а середній дохід на одну сім'ю — 91 383 долари (медіана — 80 263). Медіана доходів становила 40 086 доларів для чоловіків та 32 738 доларів для жінок. За межею бідності перебувало 10,9 % осіб, у тому числі 15,7 % дітей у віці до 18 років та 7,8 % осіб у віці 65 років та старших.
Цивільне працевлаштоване населення становило 2314 осіб. Основні галузі зайнятості: мистецтво, розваги та відпочинок — 17,7 %, освіта, охорона здоров'я та соціальна допомога — 17,4 %, роздрібна торгівля — 13,1 %, будівництво — 10,1 %.